# Roberto Romero
Roberto Romero (Salta, 22 de octubre de 1927 - Río de Janeiro, 15 de febrero de 1992) fue un político argentino, miembro del Partido Justicialista.

## Biografía
Nació en la capital de la provincia de Salta el 22 de octubre de 1927. Hijo de Juan Bautista Romero y Lucía Fayón. Casado con Vicenta Di Gangi. Tuvo ocho hijos. 

## Trayectoria laboral
A los treinta años inicia su labor empresaria con el Diario El Tribuno de la Ciudad de Salta, recibiéndolo tras la intervención del periódico en la época de la Dictadura Militar de 1955, conjuntamente con otros empresarios salteños, y hace de este medio periodístico uno de los más importantes de la provincia. Anteriormente, el primer grupo accionista de este periódico salteño estaba compuesto por Jaime Durán, Emilio Espeta, Ricardo Durand y el Partido Peronista. El periódico sería confiscado en la etapa correspondiente a la prescripción del peronismo. El golpe de Estado de 1955 cambiaría drásticamente el panorama del ejercicio político, especialmente para los sectores cercanos al peronismo. La llamada “Revolución Libertadora” intervendría El Tribuno y posteriormente lo confiscaría. Pasaría por cinco administradores judiciales hasta su remate en abril de 1957. El grupo que lo adquirió, en esta segunda instancia, estaba integrado por Bernardino Biella, Jorge Raúl Decavi y Roberto Romero. Utilizó el periódico para obtener popularidad y así obtener la Gobernación de Salta. 

## Carrera política
Durante su gobierno, realizó numerosas obras públicas, como el Estadio Polideportivo ''DELMI'' (abreviación de Del Milagro), inaugurado en 1986, la construcción de un teleférico, en el cerro San Bernardo, en 1987, entre otras. Fue uno de los fundadores principal accionista del diario El Tribuno.
En las elecciones internas del Partido Justicialista realizadas en 1983, gana encabezando la Lista Roja con una mayoría de 54 congresales, el Justicialismo proclama la fórmula Roberto Romero – Jaime Hernán Figueroa para las elecciones del 30 de octubre de ese año. Ya como gobernador, en 1986 impulsó una amplia reforma de la Constitución Provincial, que incorporaba una amplia legislación social inspirada en el peronismo.
Su administración se caracterizó por desarrollar en los primeros años trabajos de promoción en el campo social. De esta manera se elaboraron planes de salud que redujeron la mortalidad infantil, junto a proyectos educacionales, que llevaron a los docentes a percibir un salario superior al 40% en relación con la Nación. Se destacó por exigir a las autoridades nacionales de Raúl Alfonsín que reintegren fondos pertenecientes a la provincia, y por el juicio exitoso por el reintegro de cien millones de dólares por regalías hidrocarburíferas adeudadas. Uno de los cambios productivos más importantes lo produjo el avance de la agricultura en la región central y el desplazamiento de la ganadería hacia el NOA y el NEA, que permitió a Salta triplicar su rodeo. Intentó transformar la provincia en agroindustrial, exportadora, a partir del desarrollo de Anta, Rivadavia, San Martín y Orán; a partir de la modernización de todo el sur de la provincia, la inversión minera y la recuperación del proyecto turístico.
Fue criticado por realizar actos o ceremonias espectaculares (en 1986 recibió la visita del Papa Juan Pablo II).

## Fallecimiento
Falleció en Río de Janeiro, Brasil en 1992, mientras se encontraba de visita en esa ciudad con parte de su familia, al ser atropellado por un automóvil cuando intentaba cruzar una avenida cercana a la playa.
| Predecesor: Edgardo Plaza | Gobernador de Salta 1983 - 1987 | Sucesor: Hernán Cornejo |